# Други либеријски грађански рат
Други либеријски грађански рат је био унутрашњи сукоб у Либерији, који је трајао од 1999. до 2003. године.
У рату је свеукупно погинуло 150.000 – 300.000 људи.

## Позадина
Први либеријски грађански рат је завршио 1996. године, након чега је бивши вођа побуњеника, Чарлс Тејлор, био изабран за председника Либерије. Тејлор је гушио деловање опозиције, због чега је већина опозиционара побегла у суседну Гвинеју, где су се уз помоћ гвинејске владе организовали у организацију Либеријци уједињени за помирење и демократију (ЛУПД) и покренули рат против Тејлорове владе.

## Рат
Други грађански рат у Либерији започео је априла 1999. године, када су уједињени либеријски опозиционари са својим борцима провалили у Либерију из Гвинеје. До 2002. године, борци ЛУПД-а налазили су се на само 44 километра од главног града Монровије, због чега је Тејлор био присиљен да прогласи ванредно стање.
Почетком 2003. године, борбу против Тејлора покренула је новоформирана герилска организација, Покрет за демократију у Либерији (ПДЛ), чији су чланови примали подршку из Обале Слоноваче. У лето 2003, Тејлорова влада је контролисала само једну трћину земље.
ЛУПД је 29. јула 2003. прогласио примирје, док је Тејлор дао оставку на место председника 11. августа. Након тога је побегао у избеглиштво у Нигерију.